# Гаљијануово (Мачерата)
Гаљијануово (итал. Gagliannuovo) насеље је у Италији у округу Мачерата, региону Марке.
Према процени из 2011. у насељу је живело 24 становника. Насеље се налази на надморској висини од 334 м.